# Liste der Bodendenkmäler in Radevormwald
In der Liste der Bodendenkmäler in Radevormwald sind Bodendenkmäler der nordrhein-westfälischen Stadt Radevormwald aufgelistet (Stand: Juni 2021).

## Bodendenkmäler
- Industriewüstung, Obergraben – Vogelsmühle, Vogelsmühle
- Bergisch-Märkische Landwehr, Landwehr
- Bergisch-Märkische Landwehr, Singerhof
- Bergisch-Märkische Landwehr, Vorm Baum
- Bergisch-Märkische Landwehr, Wellershausen-Borbeck
- Schlackehalde, Rennfeuerverhüttung – Landwehr
- Schmelzstätten, Verhüttungsplatz, Schlackhalden, Waldschmieden, Neuenhof
- Schmelzstätten; Schlackhalden, Waldschmieden, Wellringrade
- Schmelzstätten; Schlackhalden, Waldschmieden, Studberg
- Schmelzstätten; Schlackhalden, Waldschmieden, Neuenhof
- Schmelzstätten; Schlackhalden, Waldschmieden, Wellringrade
- Schmelzstätten; Schlackhalden, Waldschmieden, Lünsenburg
- Wassermühle, Obere Mühle
- Dahlhauser Hämmer, Dahlhausen